# ビスマレイミドトリアジン樹脂
ビスマレイミドトリアジン樹脂（ビスマレイミドトリアジンじゅし、Bismaleimide-Triazine Resin －BT）は、ビスマレイミドとトリアジンを架橋結合し共重合体とした、熱硬化性樹脂に属する合成樹脂。

## 製法
主成分を複雑に架橋して製造される。トリアジンは芳香族シアン酸エステルを使用する。

## 特徴
- 常温では液体。
- 高い耐熱性を有し、硬化させた樹脂の耐熱性はポリイミドを超える。
- 性質はビスマレイミドとトリアジンの比率を変化させて調整する。

## 改質
他の合成樹脂を使用して変性させることも可能。

## 歴史
三菱瓦斯化学が開発し、1981年に生産を開始。

## 用途
電子基板の積層など耐熱性を要する部品類の接着用に広く使用される。これらには、エポキシ樹脂とのポリマーアロイが多用されている。液晶ディスプレイの基盤やリフレクター材料に使用される際には反射率を高めるため白着色が施される。また、炭素繊維をコーティングし、耐熱複合材料化するために加熱処理を行う際の酸化防止にも利用され、高周波製品用パッケージやオートバイのマフラーなどの性能評価にその名を謳われることもある。